# Norman Taber
	Norman Stephen Taber (Providence, 3 september 1891 – Orange, 15 juli 1952), was een Amerikaanse atleet.

## Biografie
Taber nam deel aan het atletiek op de Olympische Zomerspelen 1912, zijn enige deelname aan een OS en won bij het nummer 3.000 meter voor teams de gouden medaille. Op de 1500 meter won hij brons.
In 1915 liep Taber een wereldrecord op de 1 mijl en liep onder het wereldrecord over 1500 meter, alleen werd dit record niet erkend.

## Persoonlijke records
| Onderdeel | Prestatie | Jaar |
| --------- | --------- | ---- |
| 800 m     | 1.55,6    | 1913 |
| 1.500 m   | 3.55,0    | 1915 |
| 1 mijl    | 4.12,6    | 1915 |

## Palmares

### 1.500 meter
- 1912:  OS - 3.56,9

### 3.000 meter team
- 1912:  OS - 9 punten

1912: Tell Berna, George Bonhag, Abel Kiviat, Louis Scott, Norman Taber ·
1920: Horace Brown, Michael Devaney, Ivan Dresser, Arlie Schardt, Lawrence Shields ·
1924: Elias Katz, Frej Liewendahl, Paavo Nurmi, Ville Ritola, Eino Seppälä, Sameli Tala
- Gemeinsame Normdatei: 1269158147
- Virtual International Authority File: 2766166479514707840004